# Stuttgarter Flugdienst
Stuttgarter Flugdienst é uma companhia aérea é uma companhia sediada em Estugarda, na Alemanha, operando em voos corporativos, no Aeroporto de Estugarda.